# آیک بارینهولتز
آیک بارینهولتز (انگلیسی: Ike Barinholtz؛ زادهٔ ۱۸ فوریهٔ ۱۹۷۷) هنرپیشه، کمدین، فیلم‌نامه‌نویس، کارگردان و تهیه‌کننده اهل ایالات متحده آمریکا است. وی از سال ۲۰۰۱ میلادی تاکنون مشغول فعالیت بوده‌است.

## فیلم‌شناسی

### فیلم
- ملاقات با اسپارتی‌ها (۲۰۰۸)
- فیلم فاجعه (۲۰۰۸)
- روان‌پزشک (۲۰۰۹)
- مکیدن خون‌آشام (۲۰۱۰)
- محض رضای مسیح (۲۰۱۰)
- همسایه‌ها (۲۰۱۵)
- خواهران (۲۰۱۵)
- همسایه‌ها ۲: انجمن خواهری برمی‌خیزد (۲۰۱۶)
- فیلم پرندگان خشمگین (۲۰۱۶)
- هوش مرکزی (۲۰۱۶، نویسنده)
- جوخه انتحار (۲۰۱۶)
- لک‌لک‌ها (۲۰۱۶)
- ربوده‌شده (۲۰۱۷)
- مارک فلت: مردی که کاخ سفید را به خاک سیاه نشاند (۲۰۱۷)
- هنرمند فاجعه (۲۰۱۷)
- درخشان (۲۰۱۷)
- بازدارندگان (۲۰۱۸)
- آخر شب (۲۰۱۹)
- فیلم لگو ۲: بخش دوم (۲۰۱۹)
- شکار (۲۰۲۰)
- موکسی (۲۰۲۱)
- سنگینی طاقت‌فرسای (۲۰۲۲)

### تلویزیون
- فمیلی گای (۲۰۰۸)
- بابای آمریکایی! (۲۰۱۴)
- بروکلین نه-نه (۲۰۱۹)
- منطقه نیمه‌روشن (۲۰۱۹)

### بازی ویدئویی
- ندای وظیفه: جنگ‌های بی‌نهایت (۲۰۱۶)